# Серем
Серем (на турски: Serem) е село в Източна Тракия, Турция, Вилает Одрин. Околия Мерич.

## География
Селото се намира на 16 км западно от Мерич.

## История
В XIX век Серем е гръцко село във Узункьоприйска кааза в Одринския вилает на Османската империя. Според „Етнография на вилаетите Адрианопол, Монастир и Салоника“, издадена в Константинопол в 1878 година и отразяваща статистиката на населението от 1873 година, Сирем (Sirem) има 90 домакинства и 412 жители гърци.
Според статистиката на професор Любомир Милетич в 1913 година в Сирем живеят 45 гръцки семейства.